# Sei Serindan
Sei Serindan is een bestuurslaag in het regentschap Asahan van de provincie Noord-Sumatra, Indonesië. Sei Serindan telt 1994 inwoners (volkstelling 2010).